# يان هوشييدت
يان هوشييدت (بالألمانية: Jan Hochscheidt) (4 أكتوبر 1987 بترير في ألمانيا - ) هو لاعب كرة قدم ألماني في مركز الوسط. لعب مع آينتراخت براونشفايغ وإرتسغيبيرغه آوه وإنيرجي كوتبوس وEintracht Braunschweig II ‏.

## روابط خارجية
- يان هوشييدت على موقع قاعدة بيانات كرة القدم.إي يو (الإنجليزية)
- يان هوشييدت على موقع بيانات كرة القدم. دي إي (الألمانية)
- يان هوشييدت على موقع Soccerway.com (الإنجليزية)
- يان هوشييدت على موقع عالم كرة القدم.نت (الإنجليزية)
- يان هوشييدت على موقع AS.com (الإسبانية)